# 2B (groupe)
Pour les articles homonymes, voir 2B.

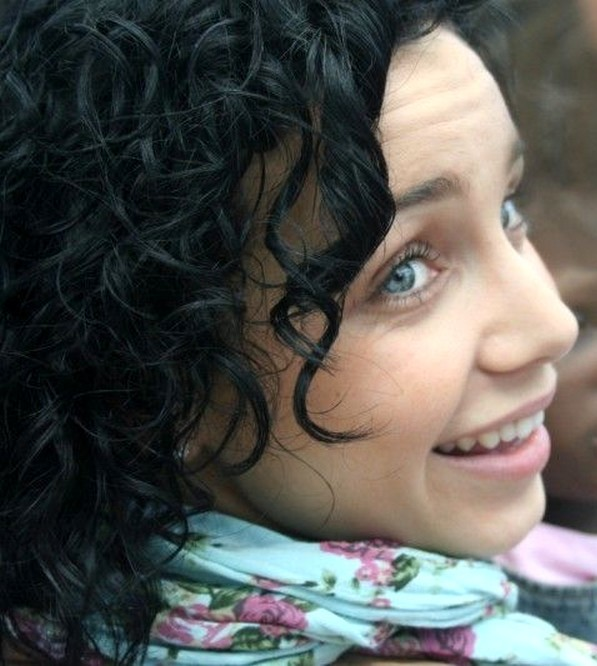
Luciana Abreu.

2B est un groupe portugais composé de Rui Drummond et de Luciana Abreu.
Ils ont participé pour le Portugal au Concours Eurovision de la chanson en 2005 avec la chanson Amar mais n'ont pas réussi à franchir le cap de la demi-finale malgré 12 points de la France, de l'Allemagne et de la Suisse. Le groupe avait été spécialement créé pour l'Eurovision.
Luciana retenta les sélections en 2009 mais termina 2e.